# Liudmila Frolova
Liudmila Frolova (rus: Людми́ла Вале́рьевна Фроло́ва)  (29 de juliol de 1953) va ser una jugadora d'hoquei sobre herba soviètica que va competir durant les dècades de 1970 i 1980.
El 1980 va prendre part en els Jocs Olímpics de Moscou, on guanyà la medalla de bronze en la competició d'hoquei sobre herba.